# Honda CB 500
La sigla CB 500 identifica una famiglia di motociclette prodotta dalla Honda caratterizzata dall'utilizzo del medesimo motore bicilindrico costruito dalla casa motociclistica nipponica da 471 cm³ di cubatura.
La prima di questa famiglia è la CB 500F, una naked introdotta nel 2013, la seconda è la CBR 500R, una sportiva stradale introdotta nel 2014, e la terza è una crossover metà enduro e metà turistica, la CB 500X, introdotta nel 2016.

## Profilo, contesto e tecnica

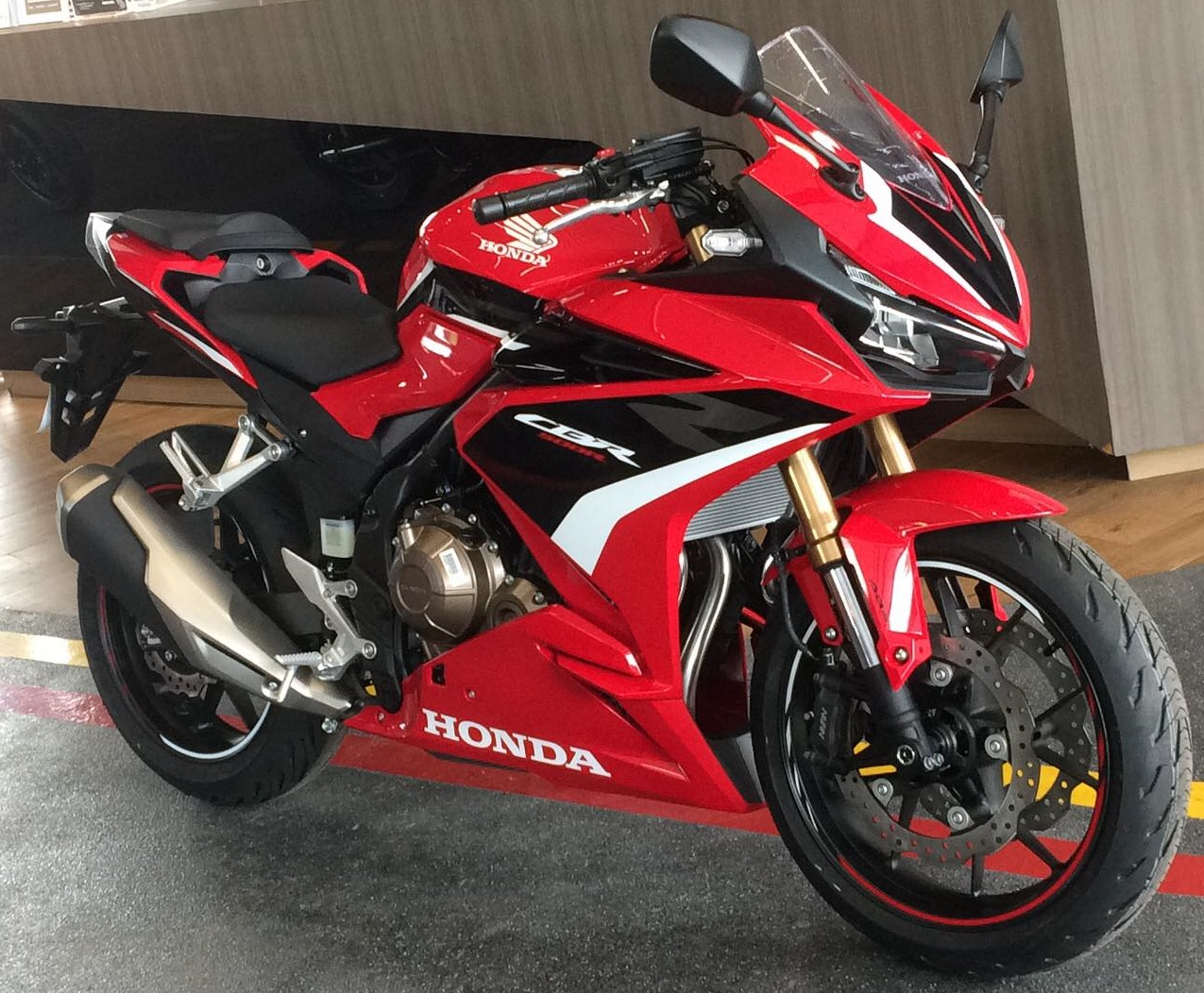
Honda CBR500R seconda serie

La loro introduzione sul mercato coincise con l'armonizzazione delle varie normative europee in materia di licenze di guida, istituendo una classe unica di motociclette dalla potenza limitata.
Il motore, che è identico per le tre moto ed è montato trasversalmente, ha una potenza che rientra nei limiti della patente europea A2, come rientra nei limiti il rapporto peso/potenza dei tre veicoli. Tutti i modelli hanno in condivisione lo stesso cambio a sei marce e la maggior parte delle componenti meccaniche e telaistiche. La CB 500X differisce dalle altre per un serbatoio di carburante più grande e una corsa delle forcella anteriore più lunga, rendendola leggermente più alta.
Il propulsore presenta una distribuzione a doppio albero a 8 valvole con ciclo a 4 tempi, un controalbero di bilanciamento per ridurre le vibrazioni, un rapporto di compressione pari a 10,7:1 con alesaggio e corsa che misurano rispettivamente 67,0 mm e 66,8 mm. Il raffreddamento è a liquido e l'iniezione è elettronica con sistema Honda PGM-FI. L'avviamento è elettrico e la potenza massima erogata è di 48 CV (35 kW) a 8500 giri/min con una coppia massima di 43 Nm disponibili a 7000 giri/min. Dimensionalmente le 500F e R hanno stessa lunghezza pari a 2,080 mm, con la 500X che è più lunga di 15 mm per un totale di 2,095 mm. Gli pneumatici montati di serie sono dei Dunlop 160 60ZR17 al posteriore e Dunlop 120 70ZR17 all'anteriore. Il telaio è costruito in tubi di acciaio da 35 mm di diametro con struttura a diamante, con la forcella anteriore telescopica del tipo convenzionale da 41 mm con pre-carico regolabile.
I tre modelli sono stati annunciati alla vigilia dell'EICMA di Milano nel novembre 2012. Nel 2016 tutti i modelli vedono l'aggiunta di fari con lampade a LED e l'ABS diventa standard su tutti i modelli; i serbatoi di carburante diventano più grandi sulle versioni 500F e 500R.

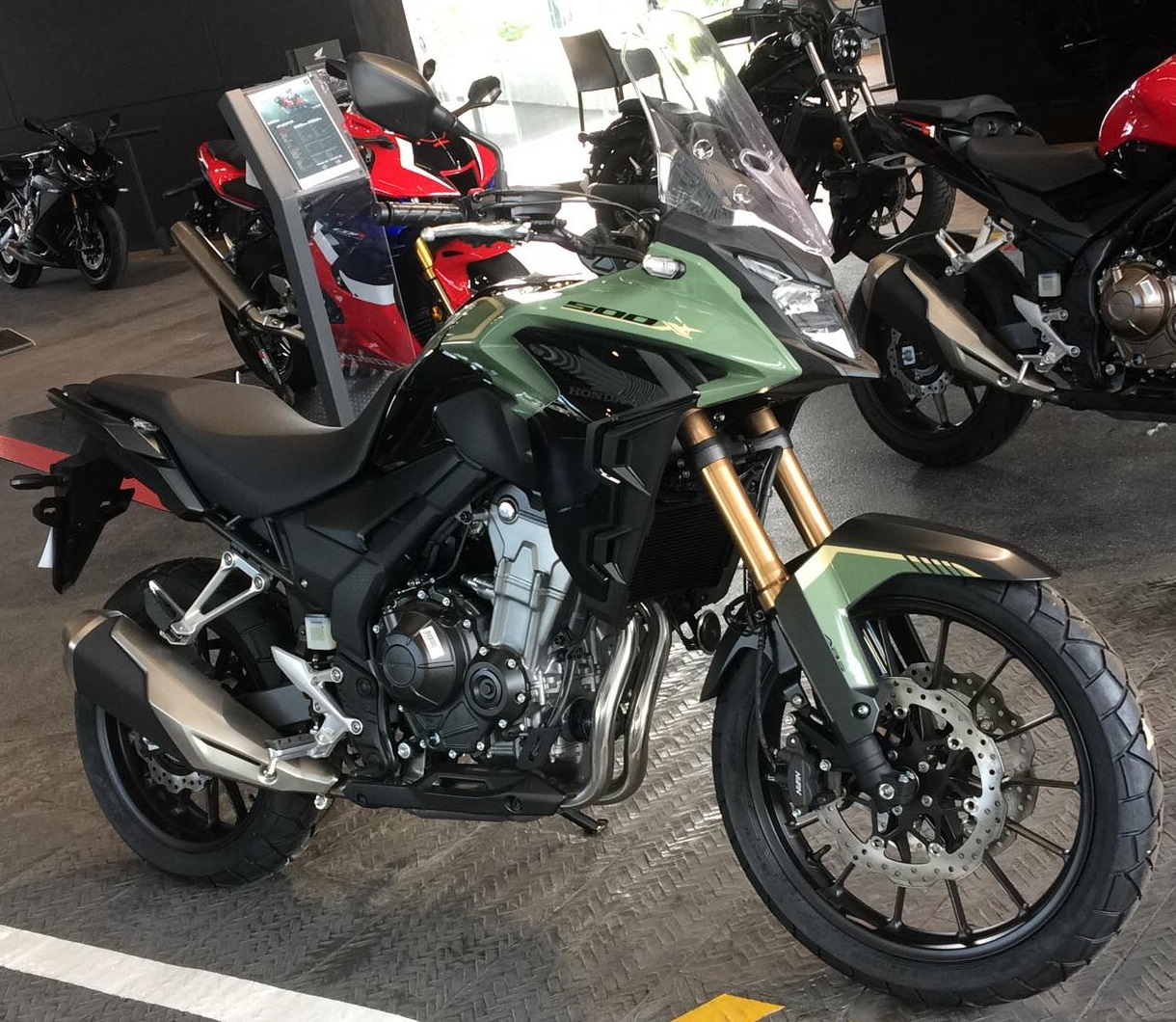
Honda CB 500X seconda serie

Nel 2017 tutti i modelli ricevono la conformazione alle normative antinquinamento Euro 4 con nuovi scarichi, inoltre vengono introdotti nuovi colori e nuovi dettagli estetici con una nuova carenatura.
Nel 2021 arriva l'omologazione Euro 5, insieme alla strumentazione LCD a retroilluminazione negativa e le luci full LED.